# Gaspar van Wittel
Caspar van Wittel také Gaspar van Wittel (rodné jméno: Jasper Adriaensz van Wittel; 1652 nebo 1653, Amersfoort - 13. září 1736, Itálie), v Itálii známý jako Gaspare Vanvitelli (IPA: [ˈɡaspare vaɱviˈtɛlli]) nebo Gasparo degli Occhiali (IPA: [ˈɡasparo deʎʎ okˈkjaːli])), byl nizozemský malíř a kreslíř, který většinu své umělecké kariéry strávil v Římě. Patří mezi hlavní tvůrce vedut, byl jedním z prvních umělců, kteří do italského umění přivedli topografii.

## Životopis
Van Wittel se narodil v římskokatolické rodině. Jeho otec byl řemeslník. Caspar studoval 4 až 5 let malbu v Amersfoortu u nepříliš známého umělce jménem Thomase Jansze van Veenendaala, poté asi 7 let studoval u proslulejšího umělce Matthiase Withoose.

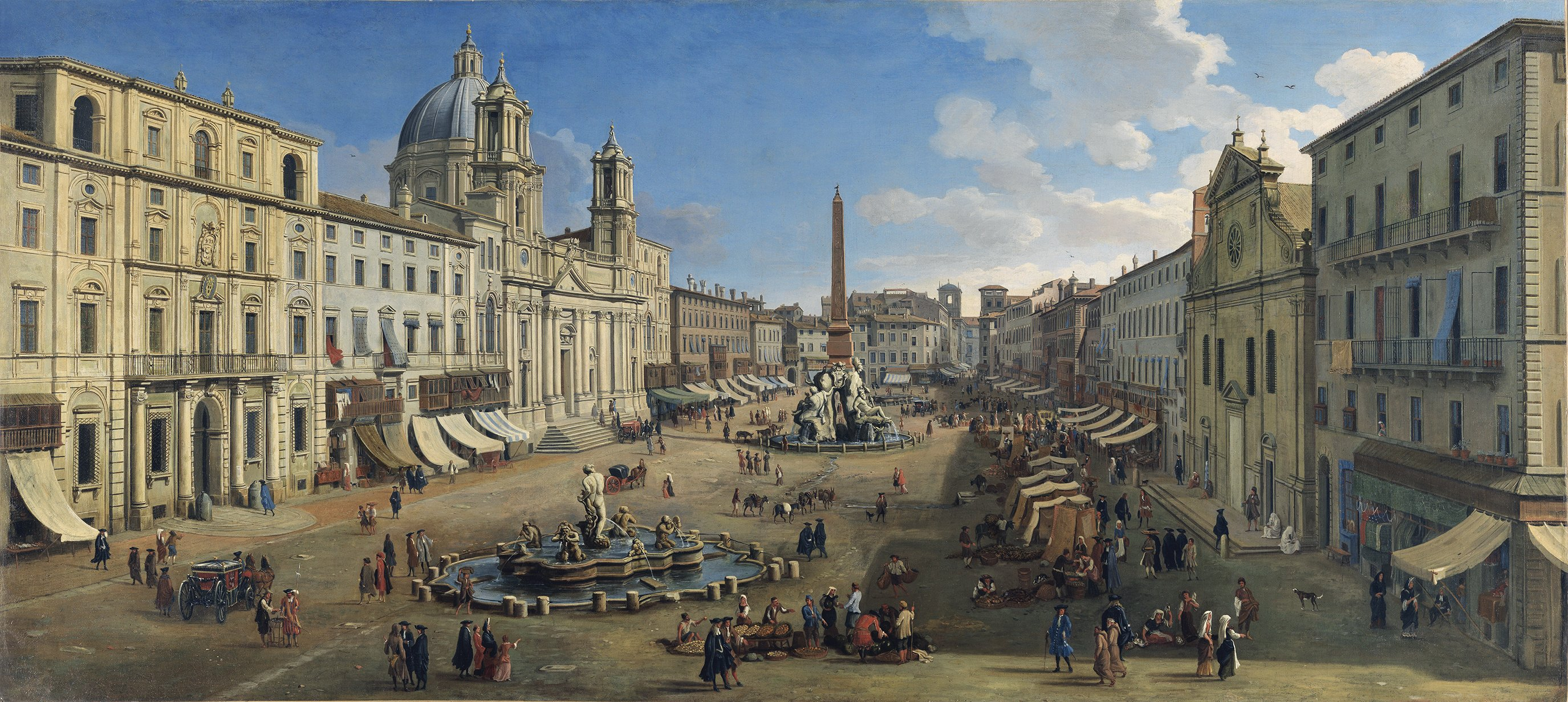
Piazza Navona, Řím

Jeho první dochované práce pocházejí z roku 1672 z Hoornu, kam uprchl po invazi Francie do Nizozemska a okupaci Amersfoortu v roce Rampjaar. Do Amersfoortu se vrátil a zůstal zde do roku 1674. V tomto roce odešel do Itálie spolu se svým přítelem Jacobem van Staverden, dalším Withoosovým žákem. Stejně jako jeho bývalý učitel Withoos se připojil ke spolku Bentvueghels, sdružení především nizozemských a vlámských umělců pracujících v Římě. Jeho přezdívka v Bentveughels byla Piktoors (Pitch - Pochodeň) nebo Torch of Amersfoor (Pochodeň z Amersfoortu). Bylo mu také přezdíváno Gasparo dagli Occhiali (Gasparo s brýlemi). V Římě spolupracoval s vlámským malířem Abrahamem Genoelsem a možná byl i jeho žákem. Mezi další spolupracovníky patřil Hendrik Frans van Lint, který se stal jedním z hlavních malířů vedut v první polovině 18. století.

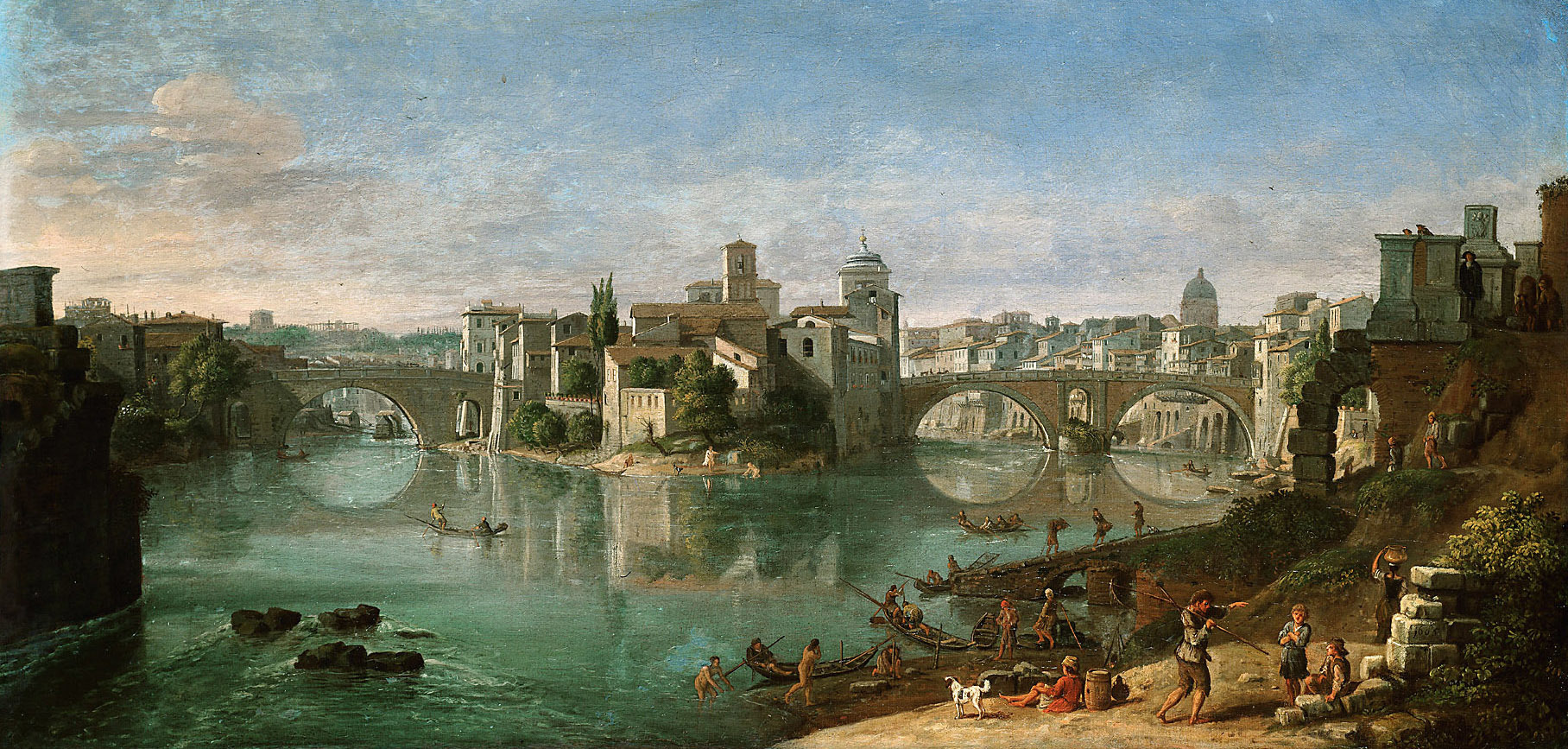
Pohled na Tiberu v Římě

V roce 1697 se Van Wittel oženil s Annou Lorenzani. Jejich první syn Luigi se narodil v roce 1700. Luigi Vanvitelli se stal slavným architektem a používal italské příjmení Vanvitelli. Druhý syn se narodil v roce 1702.
Van Wittel strávil téměř celý svůj život v Itálii, kam přišel v roce 1674 a také zde v roce 1736 zemřel. Žil hlavně v Římě, ale zejména mezi lety 1694 a 1710 cestoval po Itálii a maloval ve Florencii, Bologni, Ferraře, Benátkách, Miláně, Piacenze, Urbinu a Neapoli. V roce 1711 se stal členem Accademia di San Luca v Římě. Jeho poslední datované práce jsou z roku 1730.

## Dílo

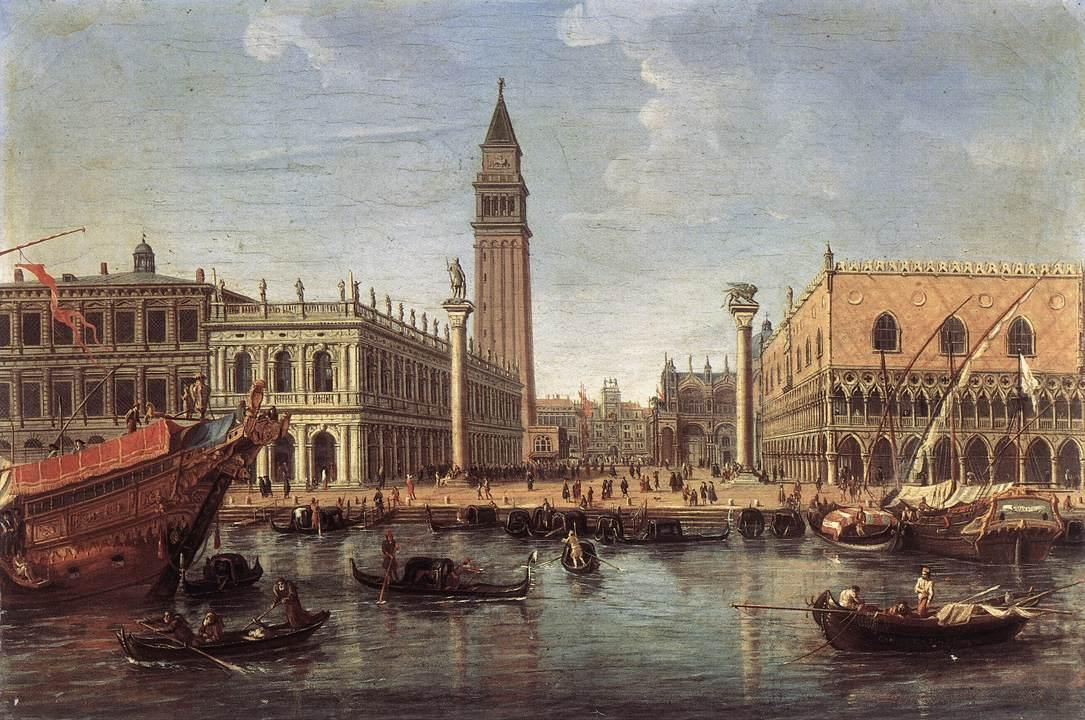
Pohled na náměstí Sv. Marka z laguny

Van Wittel je jedním z hlavních malířů topografických pohledů známých jako veduty. Uvedl tento styl do italského umění. Je možné, že byl ovlivněn kresbami vlámského návrháře Lievena Cruyla, který vytvořil sérii vedutových pohledů na Řím v roce 1660. Je také možné, že jej ovlivnila tvorba jednoho ze slavných italských malířů vedut, benátského malíře Giovanniho Antonia Canala, zvaného Canaletto. Některé pohledy, které namaloval během své návštěvy v Benátkách kolem roku 1697, připomínají Canaletta v perspektivním uspořádání a v úhlu pohledu, ve kterém je scéna prezentována. Příkladem je obraz View of the Piazzetta from St Mark's Basin (Pohled na náměstí Sv. Marka z laguny), dnes v galerii Doria Pamphilj v Římě. Když van Wittel poprvé přišel do Říma, nakreslil 50 ilustračních kreseb k návrhu nizozemského inženýra Cornelise Meyera na obnovu splavnosti řeky Tibery mezi Římem a Perugií. Jeho první vedutové obrazy vznikly ze spolupráce s Meyerem. Van Wittel pracoval nejprve s temperou, jeho obrazy v oleji se datují od počátku osmdesátých let 17. století. Svůj vedutový styl si vytvořil asi o 10 let později.

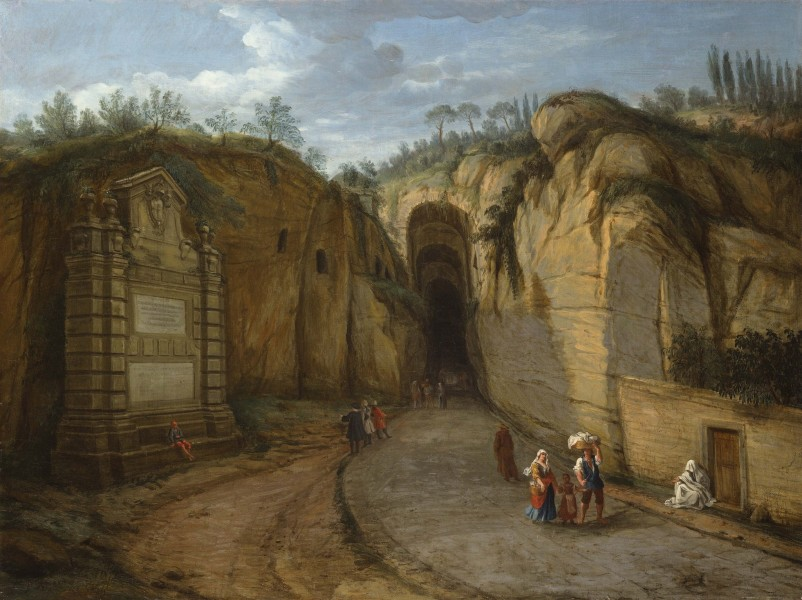
Crypta Neapolitana (Neapolské krypty)

Jeho styl se vyvinul z prací nizozemských umělců pracujících v Itálii, jejichž dílo bylo založeno na římských ruinách a dalších římských památkách. Jejich objekty byly vždy umístěny v okolní krajině. Van Wittel své pohledy ukazuje z dálky, tak může v celkovém pohledu ukázat velké architektonické komplexy. Jeho dílo by mělo být vnímáno spíše jako směs malby městské architektury a italské venkovské krajiny než prosté pohledy. Je také možné, že se ve své malbě spoléhal na systém kamery obscury.
Jeho kompoziční a perspektivní principy zůstaly stejné od let 1690, měnil se pouze námět. Jeho práce byla velmi oblíbená u cestujících na jejich Grand Tour v Itálii. Thomas Coke, budoucí 1. hrabě z Leicesteru a stavitel zámku Holkham Hall v Norfolku získal během své Grand Tour v letech 1715 a 1716 od van Wittela nejméně sedm vedutových obrazů.

## Poznámka
1. ↑  V holandské historii je rok 1672 známý jako rampjaar, rok katastrofy. Tento rok, po vypuknutí francouzsko-nizozemské války a třetí anglo-nizozemské války, napadli Nizozemskou republiku současně Anglie, Švédsko, Maximilian Jindřich Bavorský, kurfiřt-arcibiskup kolínský a biskup lutyšský a hildesheimský, a Bernard z Galenu, kníže-biskup münsterský. Invazní armády rychle porazily většinu nizozemské armády a podmanily si část republiky.V tomto článku byl použit překlad textu z článku 'Rampjaar na anglické Wikipedii.